# Almelo
Almelo ([ˈɑlməloː]ⓘ) es una ciudad y un municipio de la provincia de Overijssel en los Países Bajos. Los principales núcleos de población son Aadorp, Almelo, Mariaparochie y Bornerbroek.

## Localización e historia
Está situado en la zona de Twente, próximo a los centros industriales de Enschede y Hengelo, pero también a las ciudades turísticas de Ootmarsum, Delden y Markelo. Dispone de los derechos de ciudad desde 1394 y dentro de los límites de la ciudad se encuentra el castillo de los Condes de Almelo.
A finales del siglo XIX existió una importante actividad de la industria textil, posteriormente ha estado recibiendo trabajadores inmigrantes de diversos países como Turquía y España en torno a 1960. Dispone de la primera mezquita construida en los Países Bajos por la población de inmigrantes turcos de la zona. Sin embargo, a partir de 1970 el número de industrias disminuyó y por tanto las ofertas de empleo, como consecuencia las antiguas instalaciones industriales se han reconvertido en oficinas y apartamentos. 
En la actualidad, Urenco Nederland dispone de gran cantidad de trabajadores en su planta de enriquecimiento de uranio para reactores nucleares; por el método de centrifugadoras de gas. Entre otras industrias importantes es encuentran una panadería, una sucursal de Philips y en sector de servicios el tribunal regional.
Dispone de dos estaciones de tren: Almelo y Almelo de Riet.

## Galería

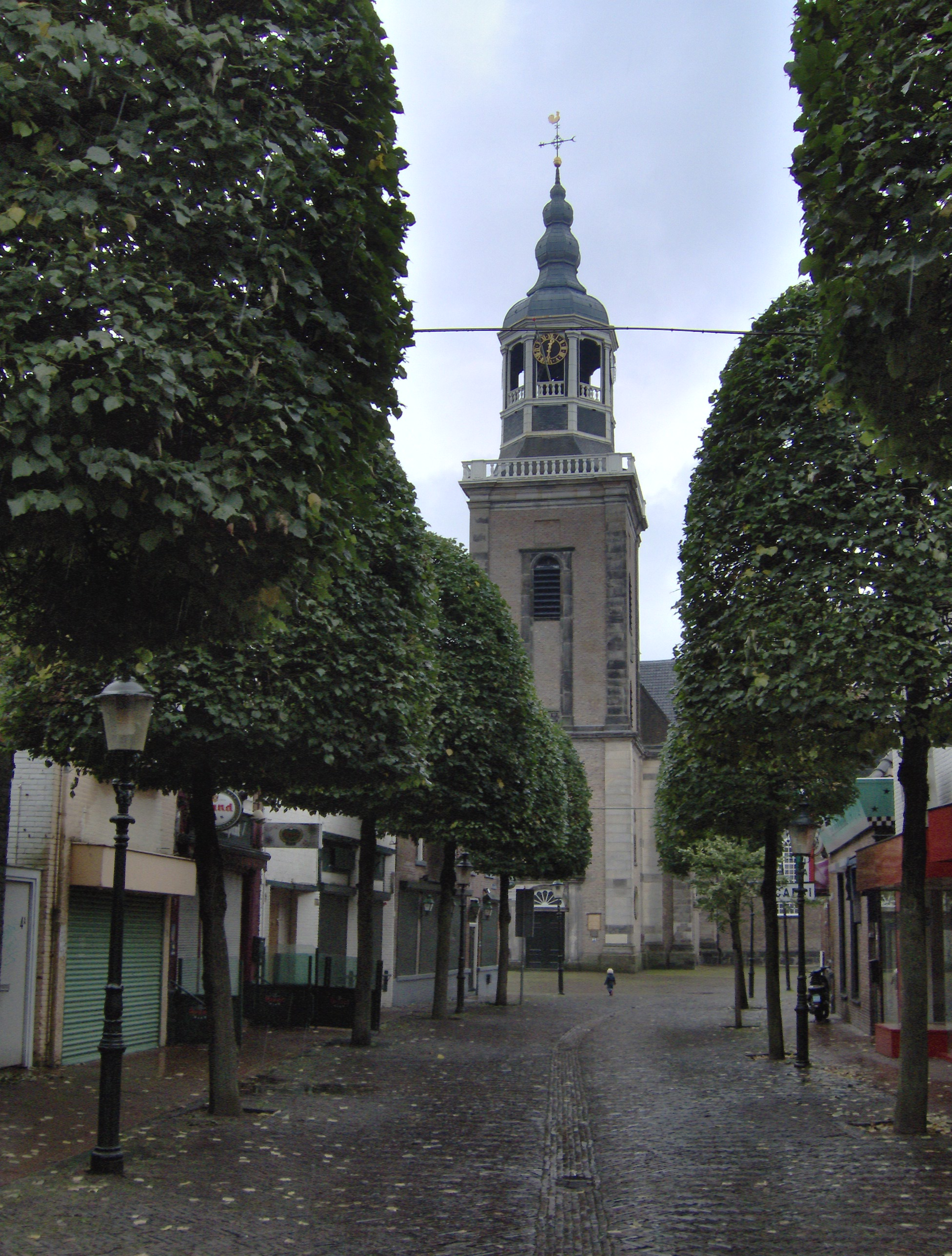
Grote Kerk, siglo XVIII
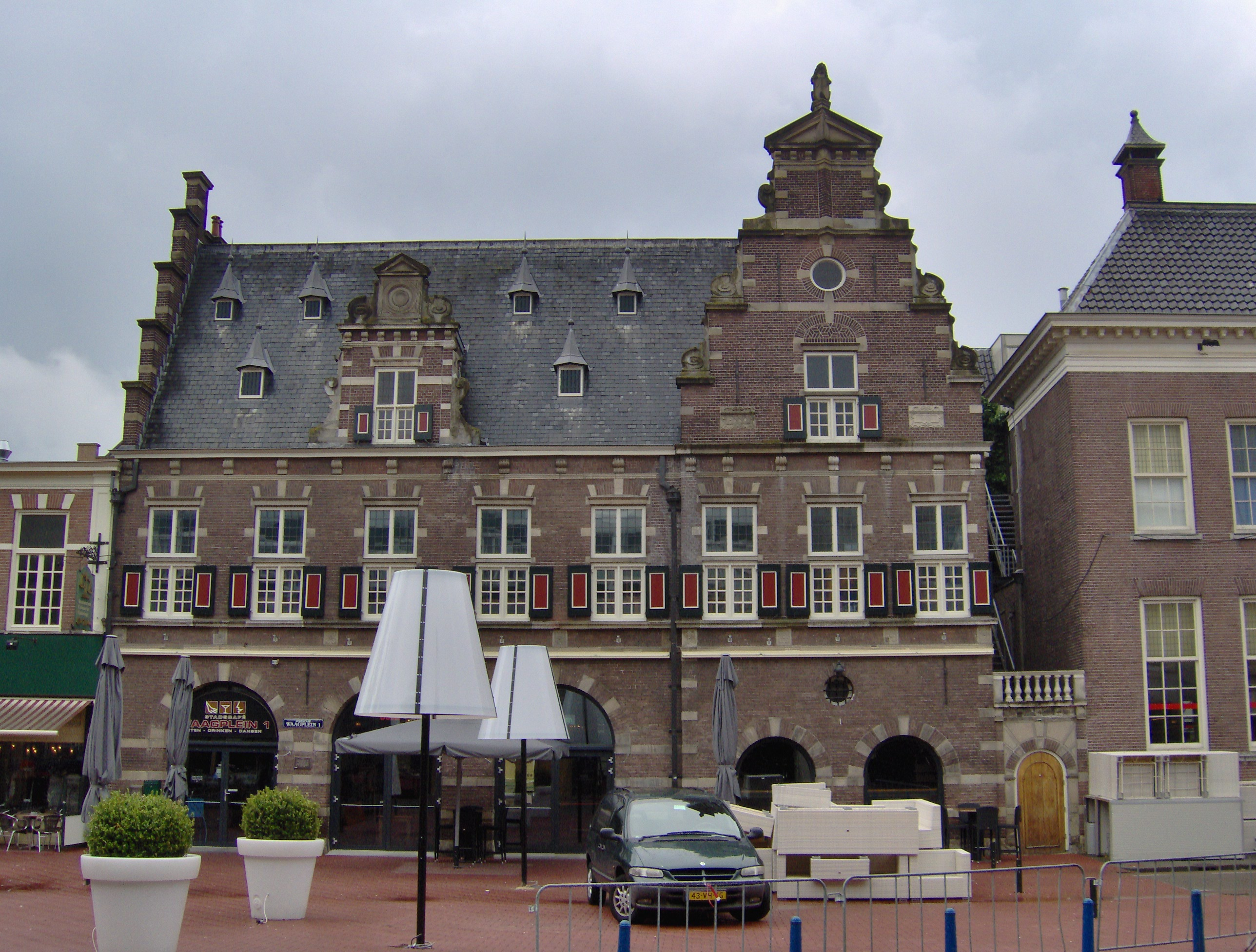
Antigua casa de pesos y mercado
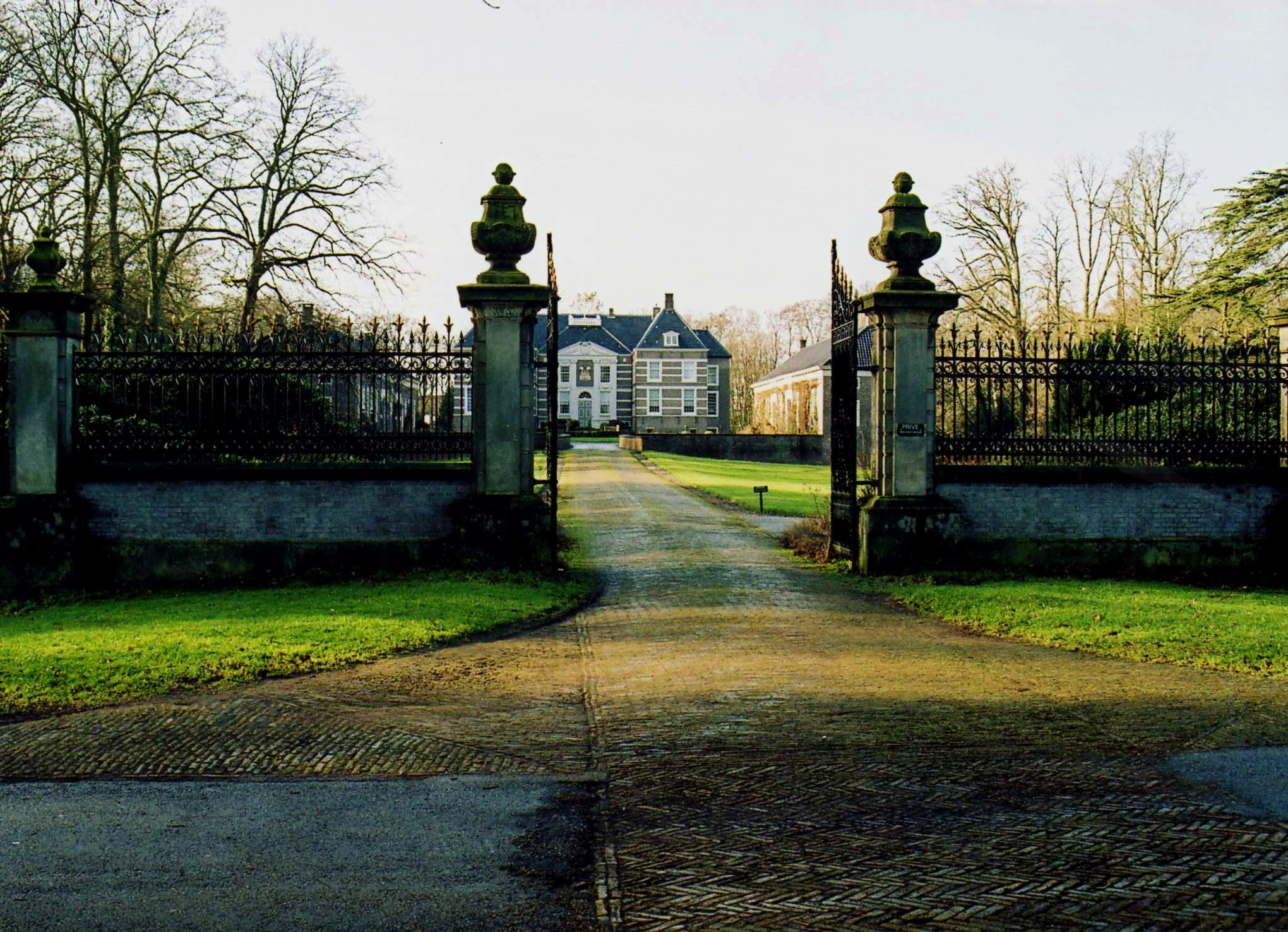
Casa señorial
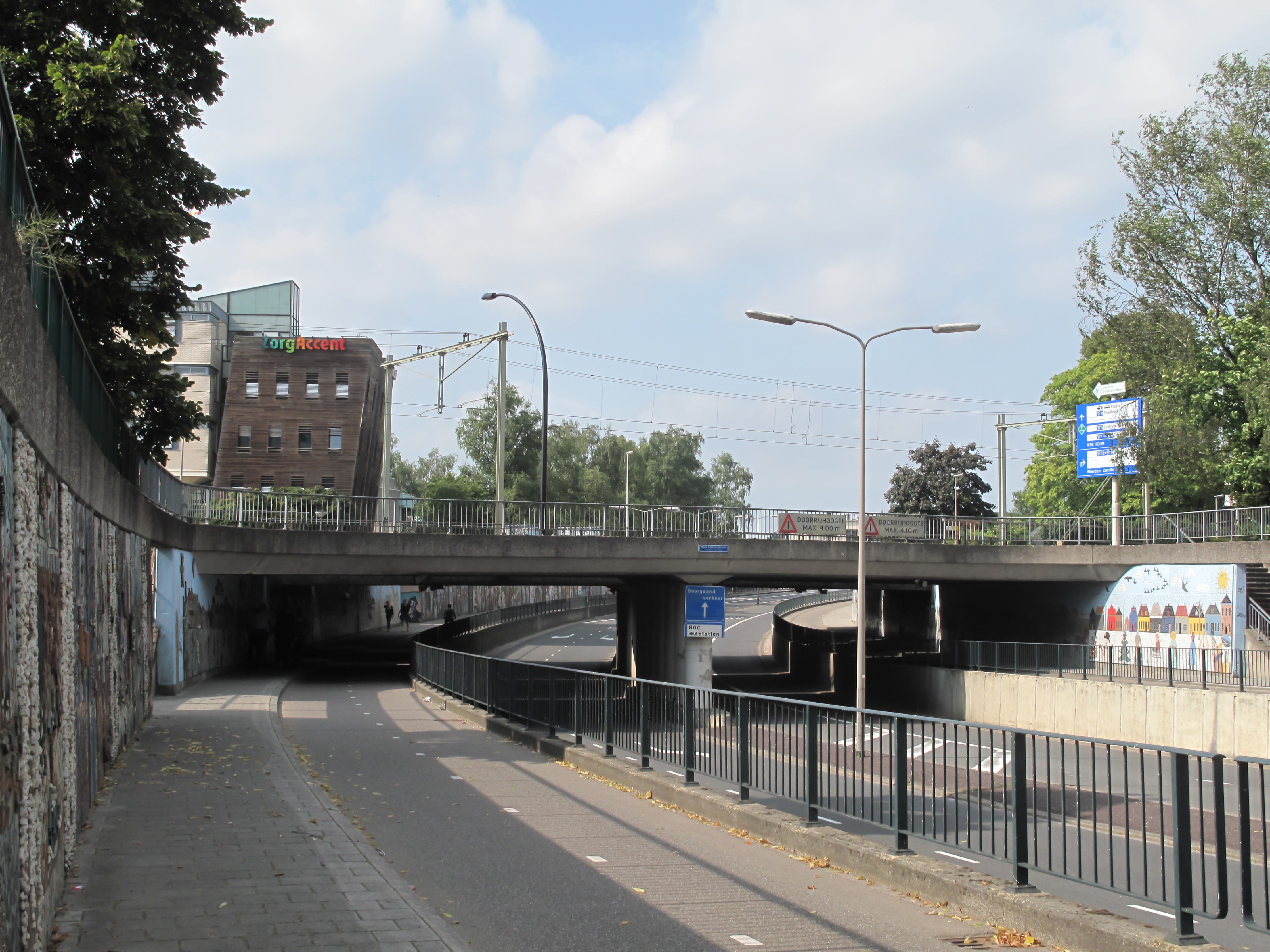
Viaducto en el Wierdensestraat
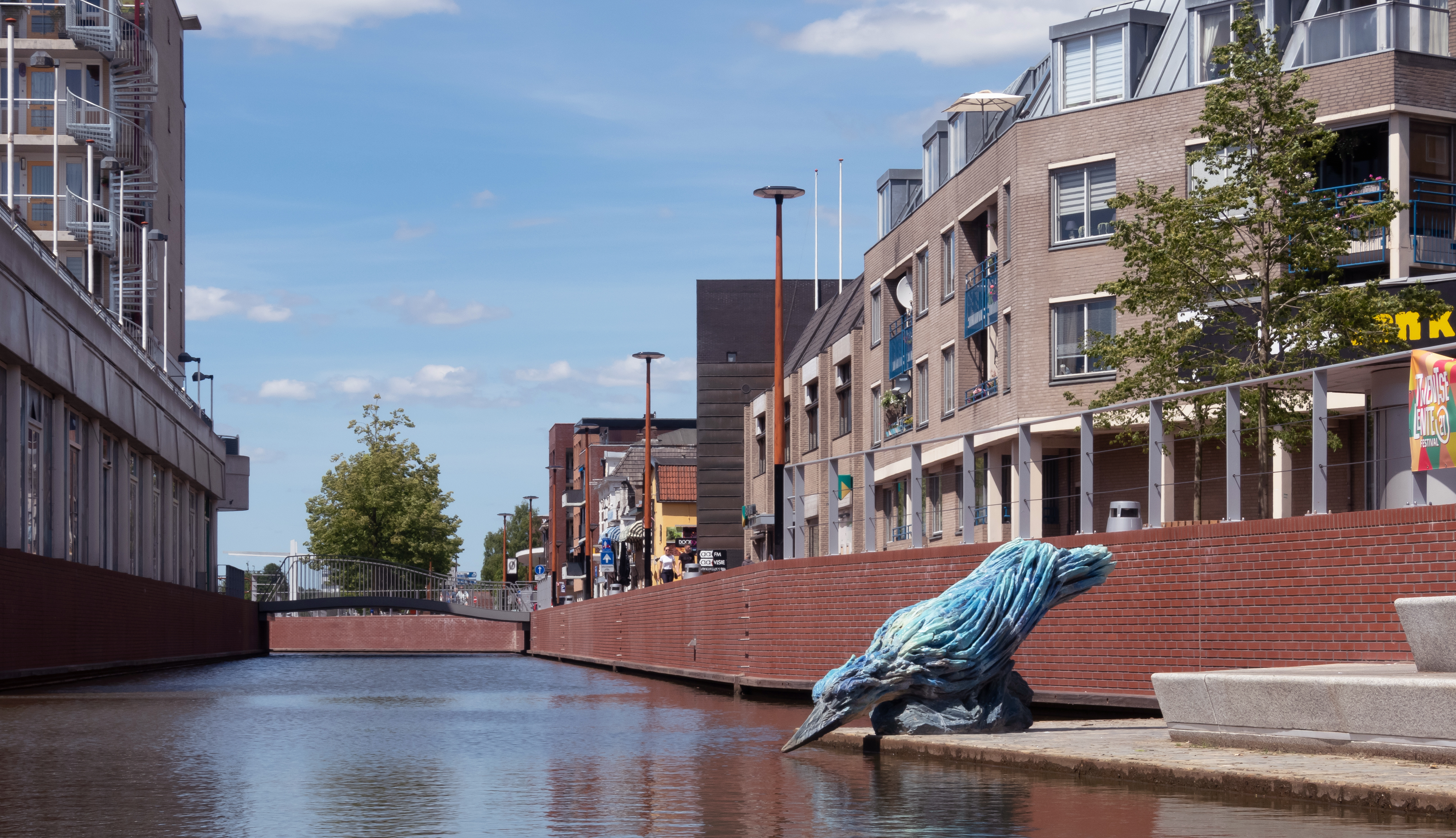
Escultura de un pájaro en Marktplein
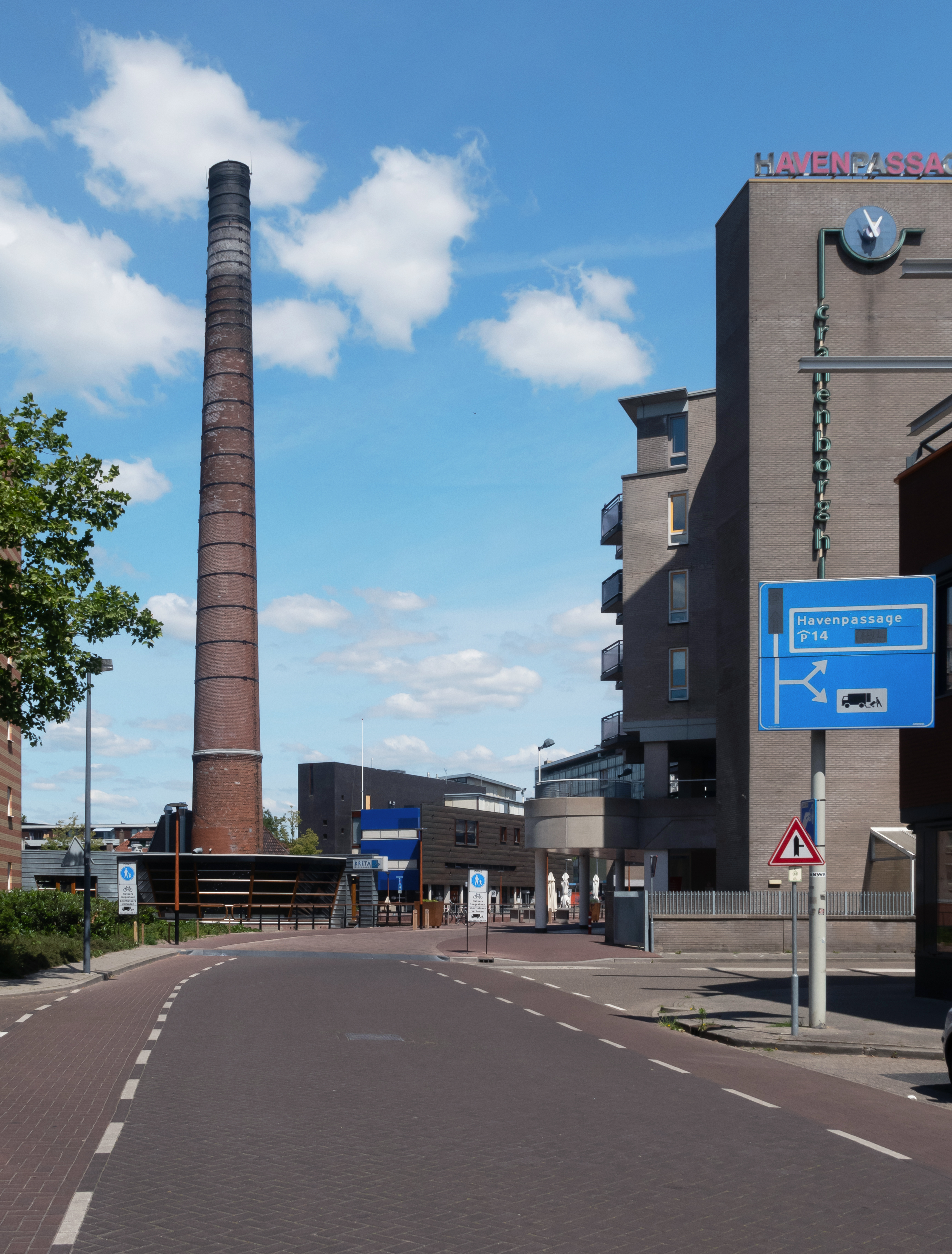
Restaurante en la antigua fábric
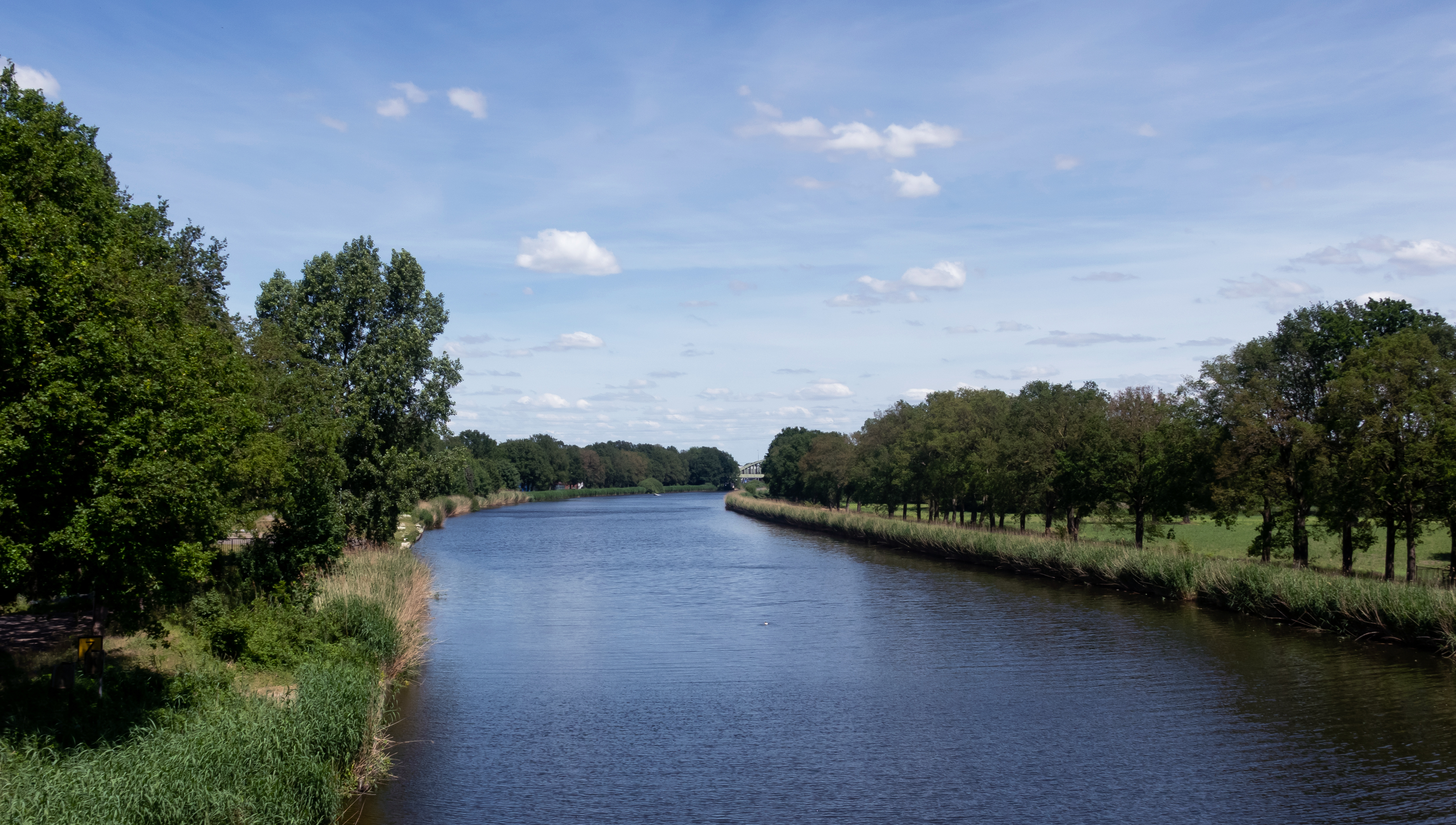
Canal de Twente (rama a Almelo)

## Deportes
| Equipo          | Deporte | Competición | Estadio        | Creación |
| --------------- | ------- | ----------- | -------------- | -------- |
| Heracles Almelo | Fútbol  | Eredivisie  | Polman Stadion | 1903     |

## Personajes ilustres
- Azra Akin, Miss Mundo 2002
- Evert Willem Beth, filósofo.
- Kornelia Bouman, jugadora de tenis.
- Arnold Bruggink, jugador de fútbol.
- Ilse DeLange, cantante pop.
- Herman Finkers, comediante.
- Bertus Freese, jugador de fútbol.
- Hendrik Krüzen, jugador de fútbol.
- Wubbo Ockels, físico y primer astronauta holandés.
- Berdien Stenberg, flautista.
- Loes Haverkort, actriz.

## Hermanamientos
- Denizli
- Iserlohn
- Preston